# スルタン・アフマド (ティムール朝)
スルタン・アフマド（生年不詳 - 1494年、在位：1470年 - 1494年）は、ティムール朝サマルカンド政権の初代君主。後にムガル帝国を築いたバーブルは甥にあたる。

## 生涯
ティムール朝の君主アブー・サイードの長男。1469年に父が処刑されると後を継いだが、すでにアフマドの勢力圏はサマルカンドとその周辺だけとなっており、ヘラートをはじめとする地域はフサイン・バイカラが占めていたため、ティムール朝はサマルカンド政権とヘラート政権に分裂した。
アフマド自身は酒飲みであまり優れた人物ではなかったというが、下手な野心も無かったために特に目立った軍事行動は起こさず、ヘラート政権の求めに応じて友好関係を保つなどした。このため1494年にアフマドが死去するまでサマルカンド政権は平穏だったが、彼が死去するとたちまち後継者をめぐって内紛が起こり、それにつけ込まれてわずか6年後にシャイバーン朝のムハンマド・シャイバーニー・ハンに攻撃され、サマルカンド政権は崩壊した。